# بلال حسين (لاعب كريكت)
بلال حسين (22 فبراير 1984 في باكستان - ) هو لاعب كريكت باكستاني.

## وصلات خارجية
- بلال حسين على موقع إي آس بي آن كريك إنفو (الإنجليزية)